# 2009年のオーストラリアの砂嵐
2009年のオーストラリアの砂嵐（2009ねんのオーストラリアのすなあらし）は、2009年9月22日から24日にかけてニューサウスウェールズ州からクイーンズランド州にかけてのオーストラリアの州と特別地域で記録された大規模な砂嵐である。
首都キャンベラでは9月22日に、その後9月23日には幅500km以上、長さ1000km以上の砂嵐となり、シドニーやブリスベンをはじめとして、オーストラリア東部の市や町をおそった。NASAのMODISを使用し分析した結果、9月24日にヨーク岬半島北端からオーストラリア大陸南端までの3450kmを覆ったのが記録されている。普通の日は最大20マイクログラム、山火事の際でも500マイクログラム程度であるが、この砂嵐の際には空気中の微粒子の濃度は1平方メートルあたり15,400マイクログラムに達した。この砂嵐による空気中の微粒子の濃度は多くの市や町で、史上最高を記録している。オーストラリア連邦科学産業研究機構はオーストラリア中央部の砂漠から1600万トンにも及ぶ砂が嵐によって運ばれてきたと見積もっており、砂嵐のピーク時にはシドニー北部のニューサウスウェールズ州の海岸沖で1時間あたり75,000トンの砂がオーストラリア大陸から失われたと見積もられている。この砂嵐はアデレードやメルボルンに影響をおよぼした他の異常天候と同時に起こっている。
宇宙からは雲が目視できた一方で、地上では大量の赤褐色の砂嵐により太陽光が遮られ気温の下降が起こり、この現象は核の冬やハルマゲドン、火星などと類似性を示している。オーストラリア気象局は、この砂嵐を「過去70年中ニューサウスウェールズ州で起こった最悪の‘pretty incredible event’（全くもって信じられない出来事）」と表現した。この砂嵐は世界中で報告された。ウェザーチャンネルのリチャード・ウィタカーは"This is unprecedented. We are seeing earth, wind and fire together"（これは空前の出来事です。私たちは地球と、風と炎を同時に見ているのです）と伝えている。
砂嵐によって舞い上がった砂や土はシドニー湾やタスマン海へと運ばれていった。これは海水中の窒素とリン酸塩の濃度を急激に上昇させた。この砂嵐の2週間後の測定では、植物プランクトンの急激な増加が示唆されたが、これは魚類の個体数の増加につながると期待できる。一部の研究者は、同様の方法で海洋を計画的に富栄養化すれば、貧困層への食糧供給と温室効果抑制に役立つかも知れないと述べている。

## 原因

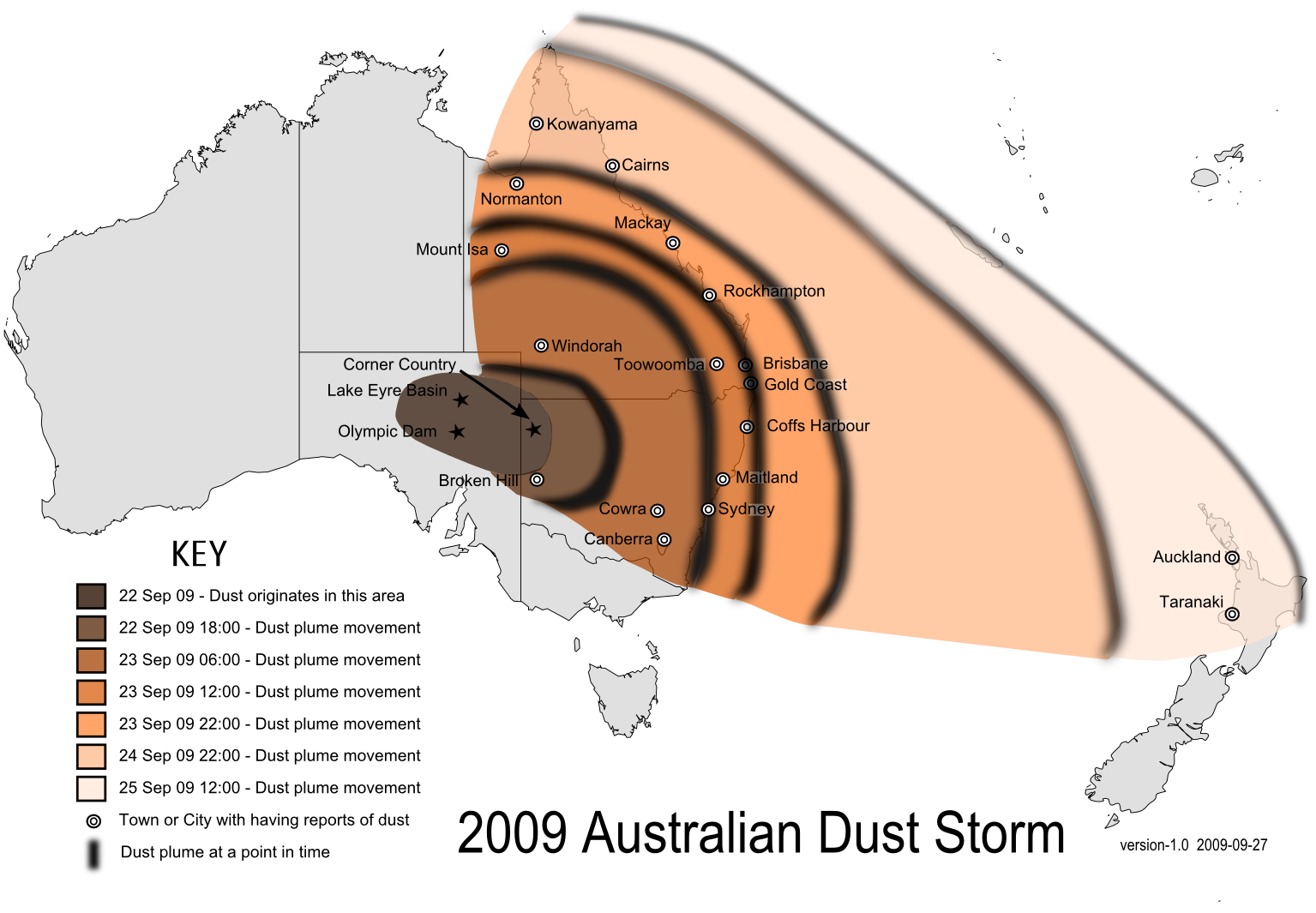
砂嵐の影響を受けた地域と、時期を示すマップ

砂嵐はニューサウスウェールズ州ファーウェスト地域および南オーストラリア州北東部で発生した。この地域は'Corner Country'として知られる、乾燥した地域である。
南オーストラリア州のエーア湖地域やウーメラからもまた発生源と考えられており、後者はオリンピック・ダムウラン鉱山がある地域であるため、放射性物質や危険性のある物質が含まれているのではないかとされたため関心を高めた。
オーストラリア気象局のニューサウスウェールズ州地域局長のバリー・ハンストラムによると、この原因は北部の強い低気圧であり、この低気圧が大陸の非常に乾燥した地域から多くの砂塵を拾ったものである。気象予報士のイワン・ミッチェルは、9月22日に南オーストラリア州北東部で、寒冷前線から発生した風が砂塵を舞いあげた、と述べている。夜間になると、時速100kmもの強い風が発生し、干ばつが発生していたニューサウスウェールズ州の地域においてさらに砂塵を舞いあげた。

## ニューサウスウェールズ州およびオーストラリア首都特別地域
最初に影響を受けた都市は、ブロークンヒルで、2009年9月22日午後3時30分頃に‘暗闇’になった。少なくとも一つの鉱山が閉鎖された。カウラでもまた報告されている。砂嵐はキャンベラを経由し、9月22日の午後までにはキャンベラ周辺地域を覆っていたが、その後の夜通しの大雨（キャンベラではその前の1ヶ月でもっとも降水量があった）により洗い流されている。
州内では、火災報知機が砂塵により鳴り、救急サービスの要求が増えたことが記録されている。また気管支喘息患者が病院に運ばれた。クリケットのボール大の雹をともなう雨が発生したこともまた記録されている。
砂嵐は9月23日の朝にニューサウスウェールズ州北部の海岸地帯に達した。コフスハーバーは午前7時までに砂塵に覆われた。コフスハーバー空港は午前9時までに視界が500m以下になり、午前10時30分まで空港が閉鎖された。グラフトンおよびクラレンス・バレーは午前8時30分までに砂塵の影響を受けている。
この砂塵により、バリナ空港ではフライトの遅延が起き、またリズモア空港では視界が700mを切ったため、フライトがキャンセルされた。地域の学校のラグビーユニオンの催しもまた中止された。

### シドニー

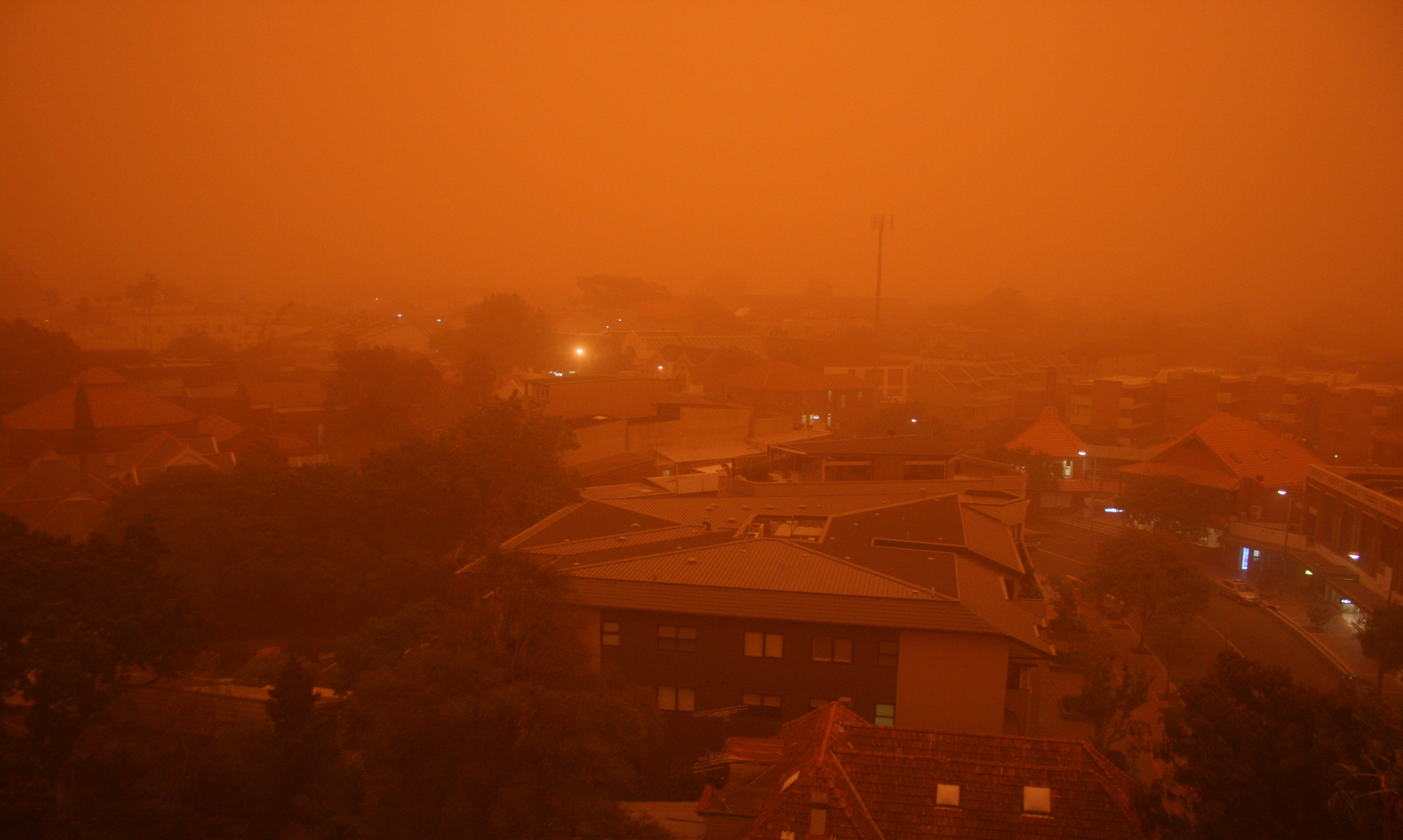
9月23日午前6時20分シドニー郊外。朝焼けと混じり、空が濃橙色になった。午前8時頃までには色が薄くなり、金色になった。

この砂嵐により早朝の国際線は混乱した。ニュージーランド航空の早朝のオークランド、クライストチャーチ、ウェリントンからの便はシドニー空港へ着陸することができず、ニュージーランドへ引き返した。これらのフライトはキャンセルとされ、その他のフライトも変更された。18便の国際線がメルボルン空港やブリスベン空港へと目的地が変更され、また他の6便がキャンセルされている。国内線は最大3時間の遅延があった一方で、国際便で最大6時間の遅れが報告された。閉鎖されたM5サウス・ウェスタン・モータウェイのトンネルなどを含む、多くの道路が混乱した。ビルの建築現場は閉鎖された。フェリーサービスはキャンセルされた。
カンターバリー・パーク・レース場で日中に行われたレースは人気がなかった。
多くの保護者が子供達を家にとどめていたが一方で、通学した子供達は砂嵐に気を引かれ学校もまた混乱していた。学校の遠足やスポーツ活動などは中止され、子供達は休息時間も含めて室内で過ごした。砂塵から身を守る手段として、砂塵に対し関心を持つ住民が買いに走り、マスクの売り上げが急上昇するなどし、とある小売店では新型インフルエンザの流行時よりも売れたと証言している。

## クイーンズランド州
クイーンズランド州南西部のウィンドラでは9月22日の朝に視程が短かったことが報告されている。
9月23日にはトゥーンバやイプスウィッチなどサウス・イースト・クイーンズランド地域において、視程が100m以下になった。
ブリスベンも砂嵐の影響を受けたが、ブリスベン空港はシドニー空港よりも視程がよく、問題は少なかった。
ゴールドコーストは午前11時30分までに砂嵐に覆われ、視程は500m以下までに減少した。健康管理面から、建築現場での作業は中止された。いくつかの地域で停電が起こった。Q1の展望台は閉鎖された。車はヘッドライトを使用してゆっくりと走行していた。サウスポーの治安判事裁判所では火災報知機がなったため避難をしたが、砂塵による誤作動によるものであった。フライトは出発は可能であったが、到着便は目的地が変更された。
ビーチはパトロールのない地区では‘遊泳禁止’の旗があったものの、解放されていた。サウス・ストラドブルク島沖にいた二人の漁師が方向を失い、ヘリコプターで救助された。
砂嵐は、9月23日の午後までに、セントラル・クイーンズランド地域およびノース・クイーンズランド地域に達した。しかしながら影響は大きくなく、視程は4000～7000mあった。フライトは中断されなかった。砂嵐が覆った地域にはタウンズビル、ブラックウォーター、ロックハンプトン、マッカイ、ケアンズ、カーペンタリア湾などが含まれる。

## ニュージーランド
この砂嵐は、ニュージーランドの北島に低温をもたらした前線のあとの2009年9月25日の午前にニュージーランドまで到達した。これは衛星、オークランド国際空港の大気観測装置および地上に積もった塵により観測された。他にノースランド地方、ワイカト地方、ベイ・オブ・プレンティ地方、タラナキ地方などの北島で観測され、また南島のウェスト・コースト地方でも観測されている。

## 二度目の砂嵐
規模は小さいものの同じ地域で2度目の砂嵐が発生し、2009年9月25日午後10時までにブロークンヒルやコーバーなどに達した。
砂嵐は9月26日の午前4時から5時にシドニーへ達し、環境保護局の大気質指数は'Hazardous'から'Poor'へ変更された。しかしながら、二度目の砂嵐は激しくなく、午前中には解消された。9月26日の午後にはブリスベンに到達し、9月28日までに解消された。

## ギャラリー

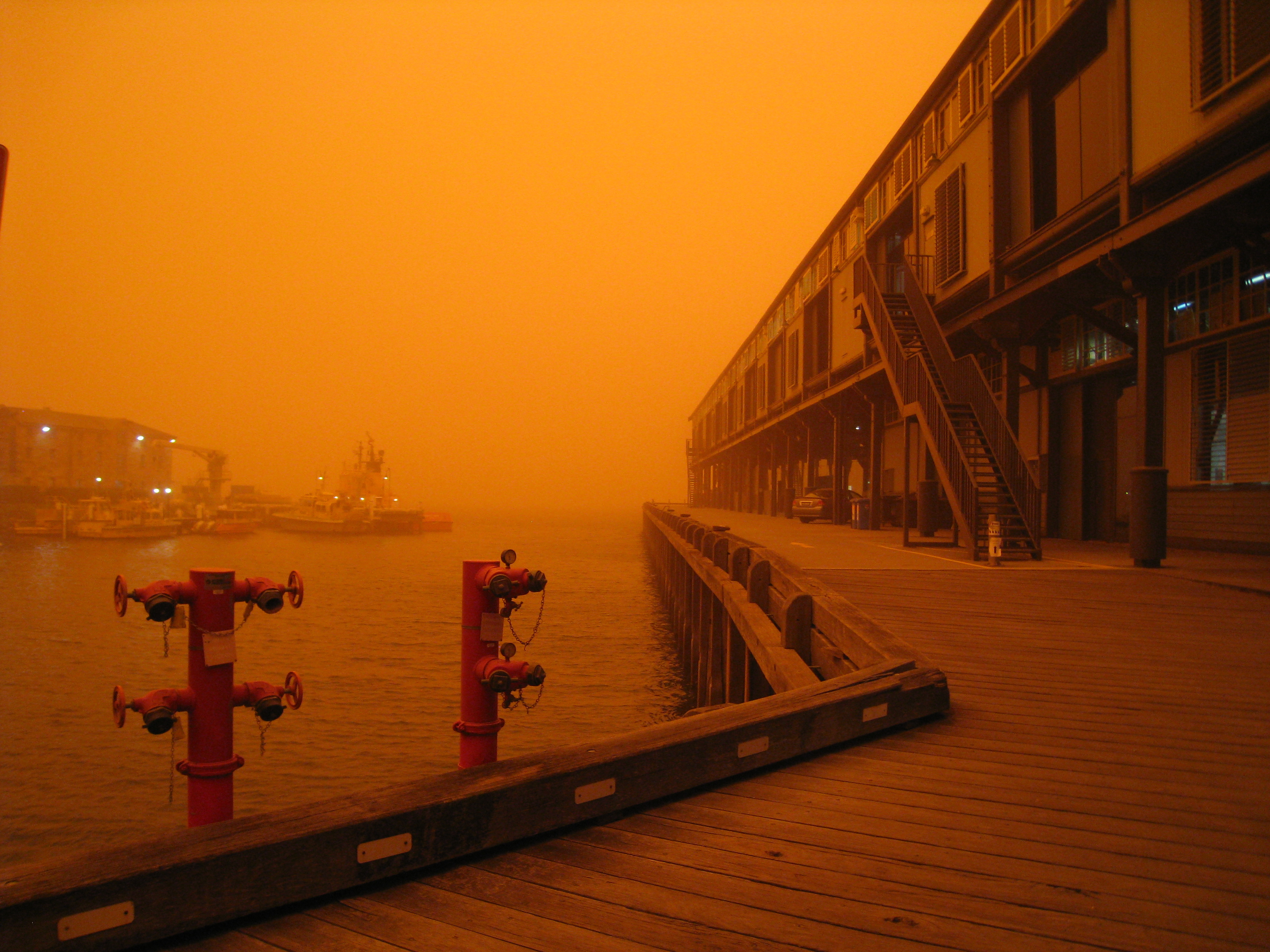
シドニー, NSW
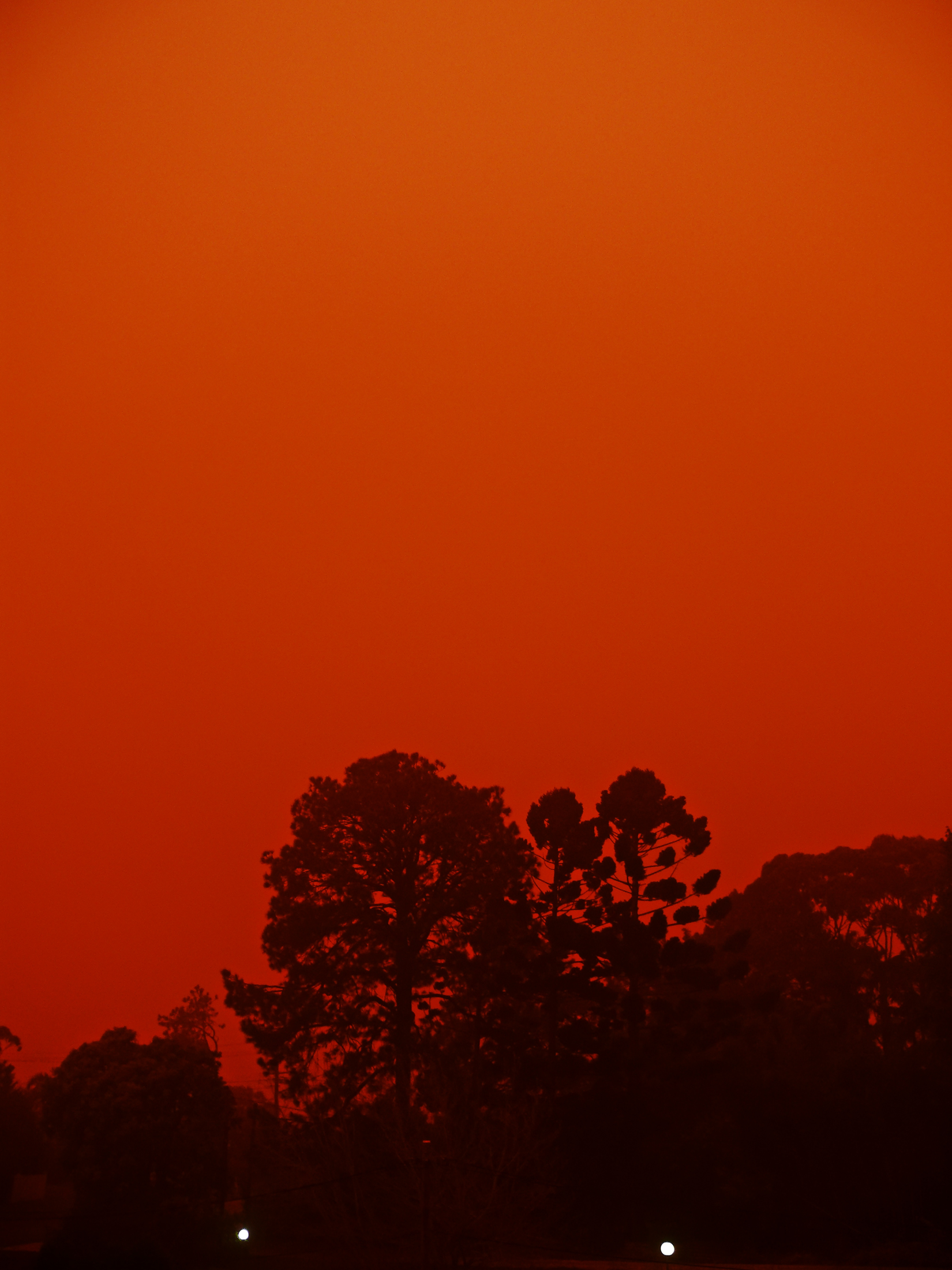
シドニー, NSW
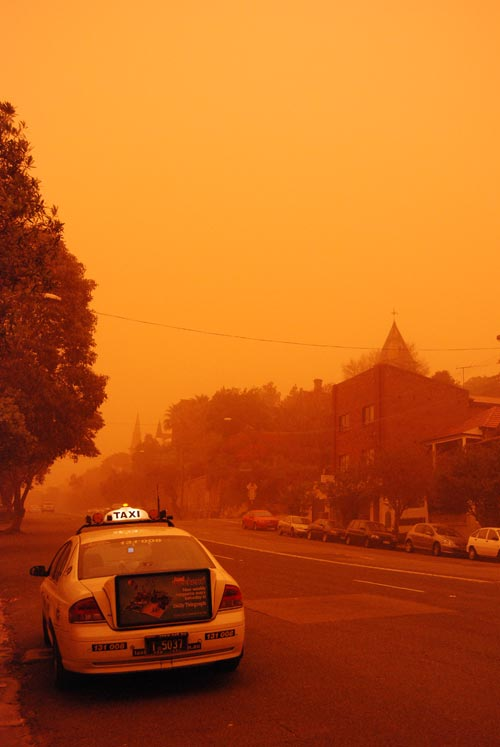
シドニー, NSW
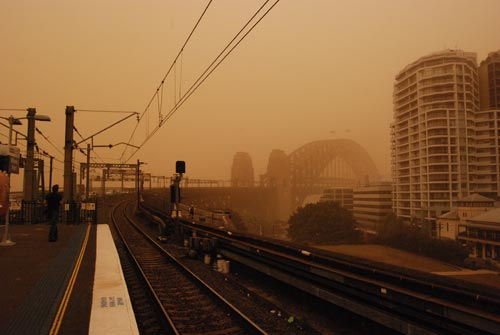
ハーバーブリッジ, NSW
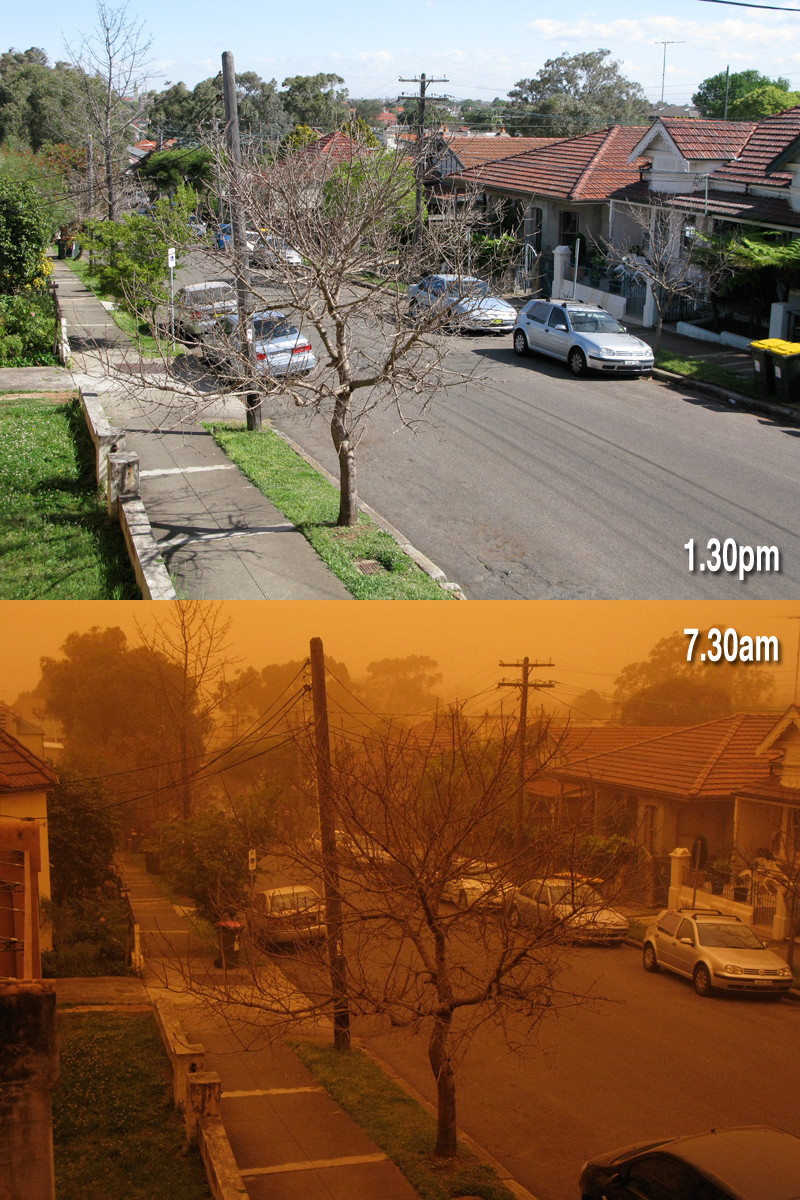
砂嵐中とその後, シドニー, NSW
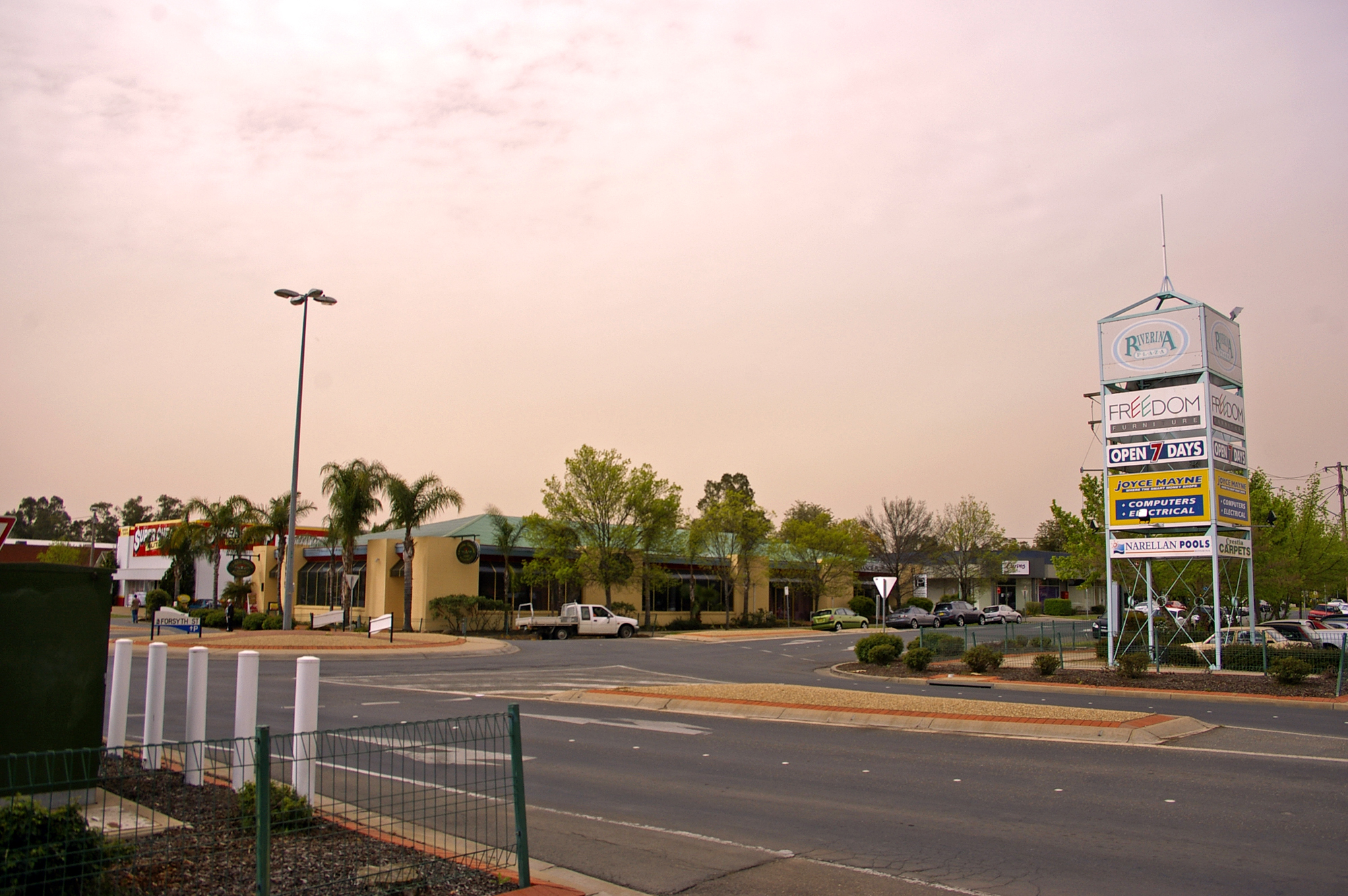
ウォガウォガ city centre, NSW
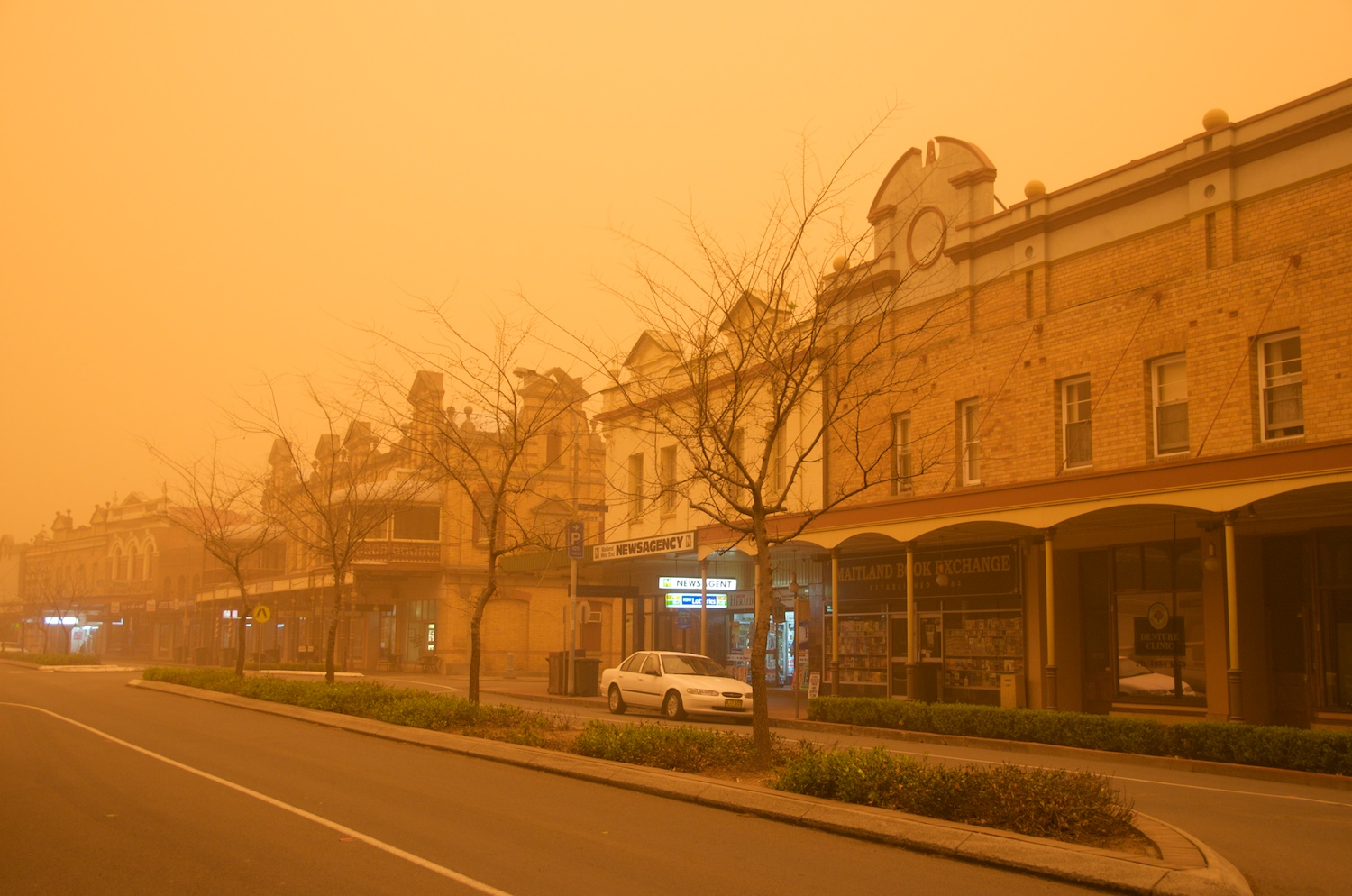
メートランド（英語版）, NSW
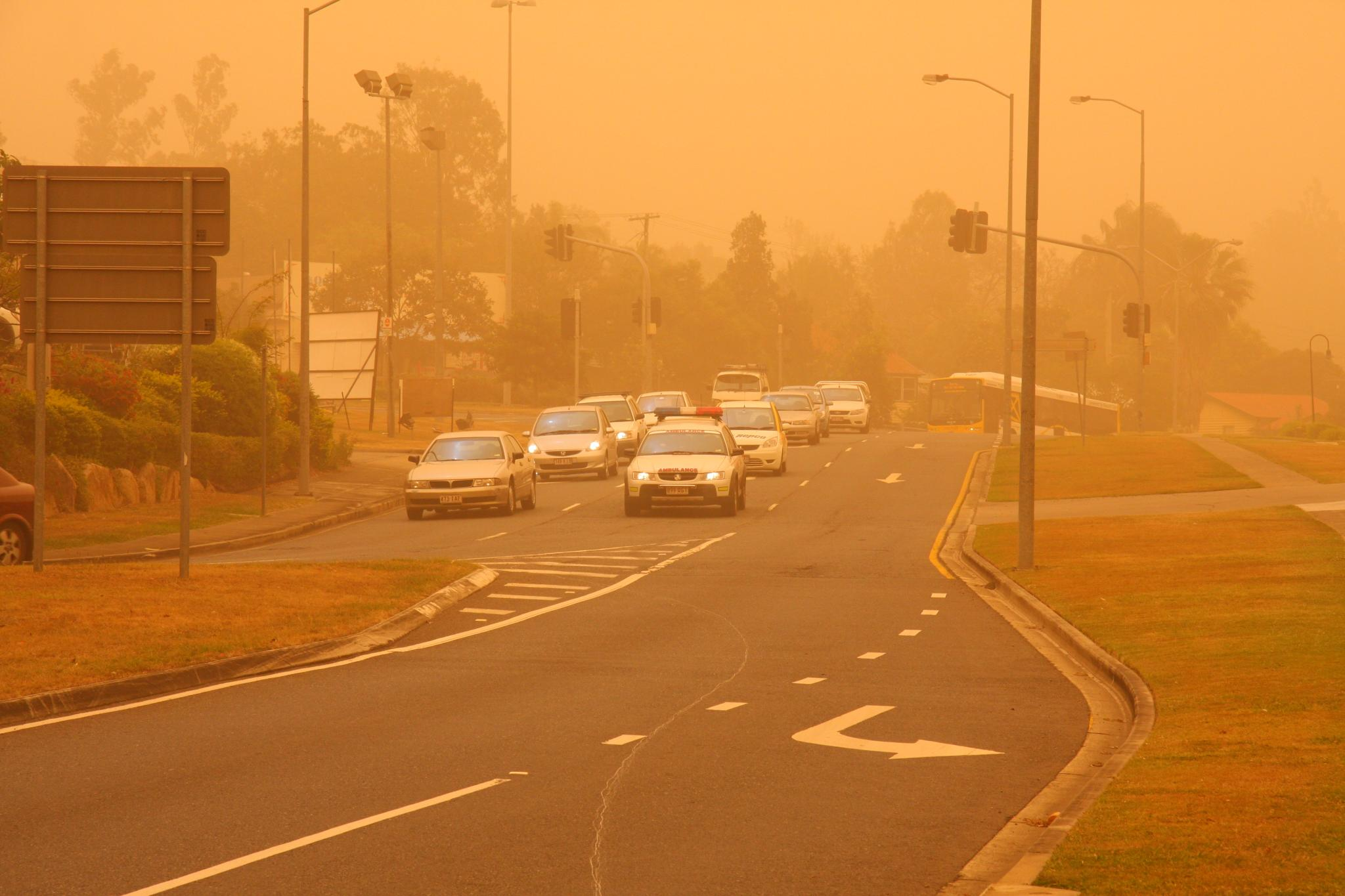
インドロピリー （ブリスベン郊外）, Qld
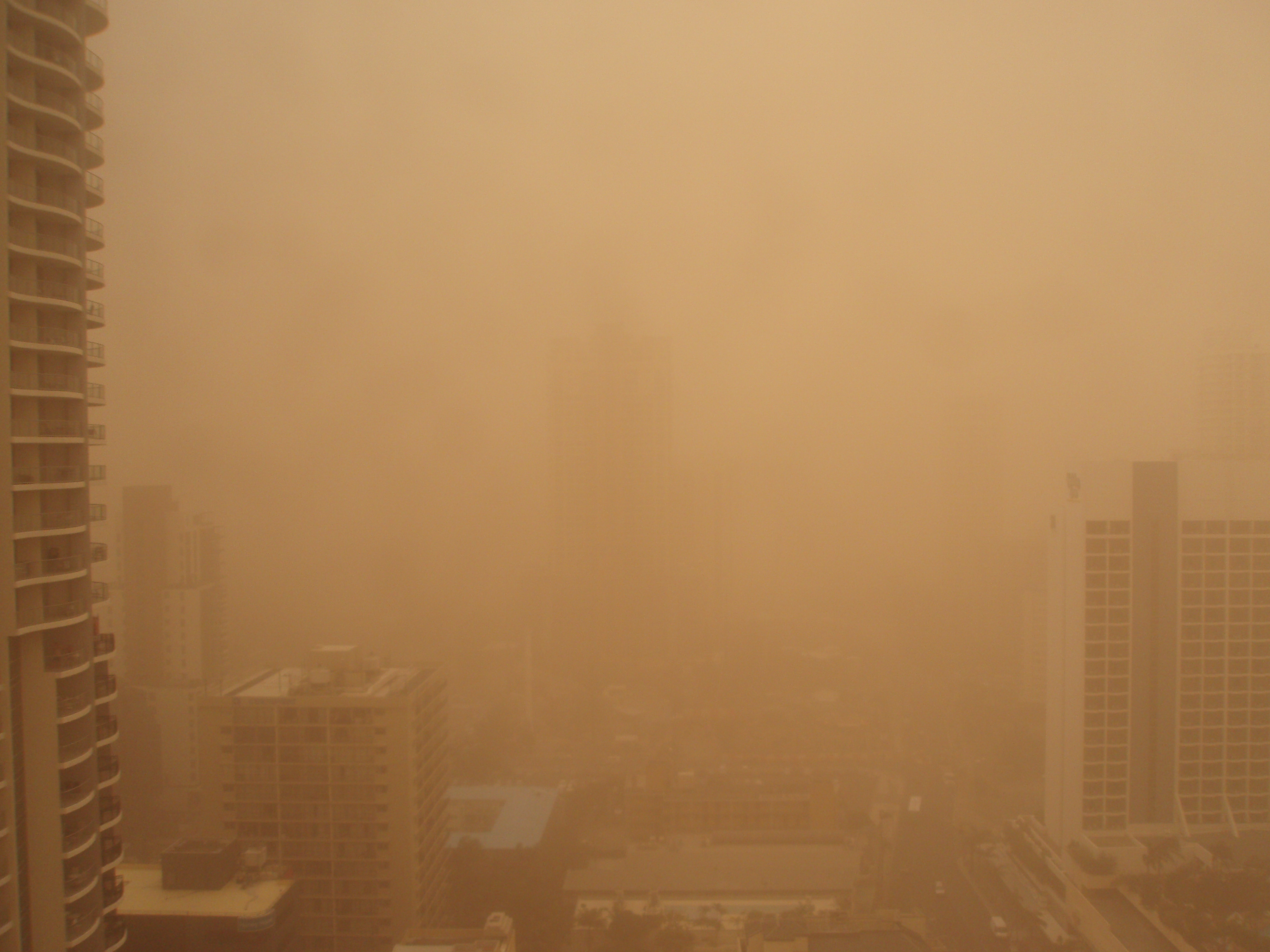
サーファーズ・パラダイス, Qld
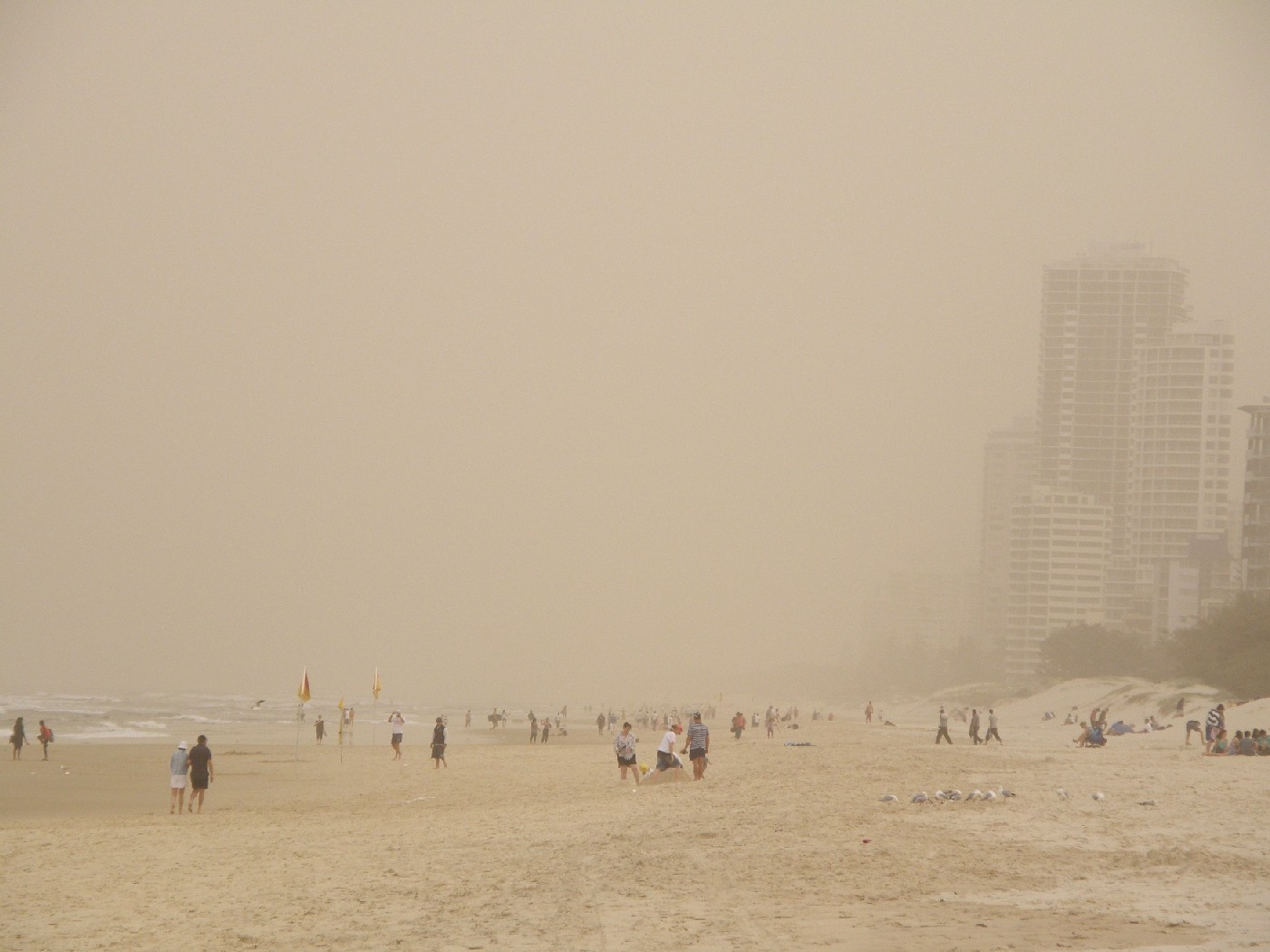
サーファーズ・パラダイス ビーチ, Qld